# Gogebic County
Gogebic County är ett county i delstaten Michigan, USA med 16 524 invånare och en yta på 3 824 km². Den administrativa huvudorten (county seat) är Bessemer. 

## Geografi
Enligt United States Census Bureau så har countyt en total area på 3 824 km². 2 854 km² av den arean är land och 970 km² är vatten.   

### Städer
- Ironwood - 5 728 invånare (2005)[3]
- Bessemer - 1 957
- Wakefield - 1 956

## Demografi
Av befolkningen hade 22,5 procent finskt och 6,1 procent svenskt påbrå 2000.